# Cherokee (Oklahoma)
Cherokee es una ciudad ubicada en el condado de Alfalfa en el estado estadounidense de Oklahoma. En el año 2010 tenía una población de 1498 habitantes y una densidad poblacional de 394,21 personas por km².

## Geografía
Cherokee se encuentra ubicada en las coordenadas 36°45′15″N 98°21′19″O / 36.75417, -98.35528 (36.754163, -98.355283).

## Demografía
Según la Oficina del Censo en 2000 los ingresos medios por hogar en la localidad eran de $29,010 y los ingresos medios por familia eran $34,934. Los hombres tenían unos ingresos medios de $25,263 frente a los $16,759 para las mujeres. La renta per cápita para la localidad era de $16,163. Alrededor del 3.7% de la población estaban por debajo del umbral de pobreza.